# 孔雀五
孔雀五（κ Pav/孔雀座κ）是一个在孔雀座的变星。它是全天最亮的室女座W型变星。

## 发现
1901年，孔雀五被报告是一个变星，变光幅度3.8-5.2等，周期9.1天。更多的观测显示出径向速度随着时间和亮度变化，但是这可能代表着光谱联星系统。亮度的变化被说明是因为食导致的。
10年后，孔雀五被列为是可能的造父变星。1937年它成为建立造父变星距离尺度的标准之一。几年后依照周期-光度关系分成I型和II型造父变星，孔雀五被列为II型。

## 变化
孔雀五的视星等在3.91和4.78等之间变化，光谱类型从F5至G5间变化，周期9.1天。它是个室女座W型变星，是从热脉动渐近巨星分支向蓝演化的第二型造父变星。
孔雀五高度规律的脉动周期会表现出突发的小变化。周期可以从平均的9天2小时变化最多16分钟。该星和其他的室女座W型变星例如室女座W本身相比也被认为有异常。在大麦哲伦云发现的室女座W型变星的次分类恒星比预期的更热和更亮，被分类为pW(peculiar W Virginis)。孔雀五也被建议应该分类为pW。这些大麦哲伦云的恒星的异常可能是因为联星交互作用，不过孔雀五并不是双星。

## 性质
孔雀五是一个大的恒星，比太阳明亮数百倍。它的光谱类型随着脉动而变化，随着温度变化在F5-G5之间变化，亮度分类从亮巨星到超巨星变化。超巨星的亮度分类对于它的光度而言太过了，因为低质量的脉动恒星造成的低表面引力。脉动导致该星的半径在平均值上下3太阳半径变化。在胀缩期间恒星盘面的视直径可以直接观测到变化。